# Mota de Altarejos
Mota de Altarejos è un comune spagnolo di 54 abitanti situato nella comunità autonoma di Castiglia-La Mancia.